# Ombo (langue)
Pour les articles homonymes, voir Ombo (homonymie).
L’ombo est une langue bantoue parlée dans le territoire de Kailo dans la province du Maniema en République démocratique du Congo.

## Répartition géographique
Le ombo est parlé dans le territoire de Kailo dans la province du Maniema, entre le confluent des rivières Ambwe et Ulindi.